# Нескорений (фільм, 1956)
 «Нескорений» (бенг. অপরাজিত, Ôporajito) — індійський чорно-білий драматичний фільм 1956 року, поставлений режисером Сатьяджитом Раєм за романом Бібхутібхусана Бандьопадхяя «Пісня дороги» (бенг. পথের পাঁচালী, Pôther Pãchali, 1929). Стрічка є другою частиною трилогії про Апу та оповідає історію дорослішання і входження у великий світ сільського хлопчика, сина бідного брахмана, який самостійно вирушив після закінчення школи на навчання в коледжі в Калькутті.
Фільм був відзначений премією Золотий лев 18-го Венеційського міжнародного кінофестивалю 1957 року. «Нескорений» також входить до списку «100 найкращих фільмів усіх часів» за версією журналу «Time».

## Сюжет
1920 рік. Сім'я Апу переїжджає в Бенарес. Апу вже 10 років, він бігає вулицями міста й часто бачить батька — Харіхара Рая — на сходах над Гангом за читанням священних текстів перед групами вірян. Ці читання — головне джерело його доходів. Напередодні щорічного свята Дівалі Харіхар приходить додому в гарячці. Не встигнувши як слід видужати, він повертається до роботи, але непритомніє прямо на вулиці. Його відносять додому. Вночі він просить Апу принести святої води. Незабаром він помирає. Мати Апу Сарбоджайя наважується поїхати разом з сином у село, де їхній родич, священник, хоче навчити Апу ритуалам брахмана, щоб хлопчик також прийняв сан. Ставши учнем священника, Апу починає трохи заробляти. Але він дуже хоче вчитися у школі, як усі нормальні діти, і ділиться своїм бажанням з матір'ю, ставлячи перед нею серйозне фінансове питання. І все одно він іде до школи і вчиться блискуче. У 16 років Апу отримує щомісячну стипендію в десять рупій за умови, що він продовжить навчання в Калькутті. Ця новина і радує, і засмучує його матір. Зірвавши гнів та швидко заспокоївшись, вона віддає синові усі заощадження. Щасливий Апу від'їжджає в Калькутту. Там він селиться у друкаря — безплатно, проте вимушений працювати на нього ночами. Через це іноді він спить на лекціях. Він ненадовго приїжджає на канікули до матері. У вечір приїзду Апу вона намагається сказати йому, що хвора, але бачить, що він заснув, її не дослухавши. Він знову їде в місто. В останню мить на вокзалі він розуміє, що занадто різко розлучився з матір'ю (вона не розбудила його вчасно), і повертається до неї ще на один день — нібито запізнившись на потяг.
У Калькутті життя тече, як і раніше: робота ночами, навчання, підготовка до іспитів. Матері стає гірше, але вона не пише Апу, щоб не заважати йому вчитися. Подруга бачить її стан і відправляє листа Апу. Той приїжджає в село, але занадто пізно. Він сідає на підлогу і плаче, як дитина. Потім майже відразу від'їжджає в Калькутту, щоб продовжити навчання.

## У ролях
| • Кану Баннерджі    | … | Харіхар Рай        |
| • Каруна Баннерджі  | … | Сарбоджайя         |
| • Пінакі Сен Гупта  | … | Апу в дитинстві    |
| • Смаран Госал      | … | Апу в юнацькі роки |
| • Субодх Гангулі    | … | директор школи     |
| • Чарупракаш Гхош   | … | Нандабабу          |
| • Калі Чаран Рай    | … | друкар             |
| • Хеманта Чаттерджі | … |                    |

## Знімальна група
- Автор сценарію — Сатьяджит Рай за романом Бібхутібхусана Бандьопадхяя «Пісня дороги» (бенг. পথের পাঁচালী, Pôther Pãchali, 1929)
- Режисер-постановник — Сатьяджит Рай
- Продюсер — Сатьяджит Рай
- Оператор — Субрата Мітра
- Композитор — Раві Шанкар
- Монтаж — Дулал Дутта
- Художник-постановник — Бансі Чандрагупта

## Відгуки про фільм
Французький кінокритик Жак Лурселль відзначає, що «хоча Нескорений не так насичений подіями і персонажами, як Пісня дороги, фільм вирізняється надзвичайно чистою і приємною мелодійністю». На думку російського кінознавця Сергія Кудрявцева стрічка "зовсім не випадково отримала премію «Золотий лев», не дивлячись на те, що її «прийнято вважати такою, що істотно програє за художньою майстерністю та образному враженню її приголомшливому початку („Пісня дороги“) і навіть фіналу („Світ Апу“)», а це «опосередковано підтверджує, що там [на кінофестивалі у Венеції] змогли набагато краще оцінити не лише спільність коренів неореалістів, але й пошуки героїв, що перегукуються, вже в суспільстві, що змінилося, в абсолютно новому міському середовищі — нібито зовсім в іншому столітті».

## Нагороди та номінації
| Нагороди та номінації фільму «Нескорений» | Нагороди та номінації фільму «Нескорений» | Нагороди та номінації фільму «Нескорений» | Нагороди та номінації фільму «Нескорений» | Нагороди та номінації фільму «Нескорений» | Нагороди та номінації фільму «Нескорений» |
| Рік                                       | Кінофестиваль/кінопремія                  | Категорія/нагорода                        | Номінант                                  | Результат                                 |                                           |
| ----------------------------------------- | ----------------------------------------- | ----------------------------------------- | ----------------------------------------- | ----------------------------------------- | ----------------------------------------- |
| 1957                                      | Венеційський кінофестиваль                | Золотий лев                               | Нескорений                                | Перемога                                  |                                           |
| 1957                                      | Венеційський кінофестиваль                | Нагорода «Нове кіно» за найкращий фільм   | Нескорений                                | Перемога                                  |                                           |
| 1957                                      | Венеційський кінофестиваль                | Приз ФІПРЕССІ                             | Нескорений                                | Перемога                                  |                                           |
| 1958                                      | Міжнародний кінофестиваль у Сан-Франциско | «Золоті ворота» найкращому режисерові     | Сатьяджит Рай                             | Перемога                                  |                                           |
| 1959                                      | Премія BAFTA                              | Найкращий фільм з будь-якої країни        | Нескорений                                | Номінація                                 |                                           |
| 1959                                      | Премія BAFTA                              | Найкраща акторка                          | Каруна Баннерджі                          | Номінація                                 |                                           |
| 1959                                      | Національна рада кінокритиків США         | ТОП іноземних фільмів                     | Нескорений                                | Перемога                                  |                                           |
| 1967                                      | Премія «Боділ»                            | Найкращий не європейський фільм           | Нескорений                                | Перемога                                  |                                           |